# Кердорф
Кердорф (нім. Kördorf) — громада в Німеччині, розташована в землі Рейнланд-Пфальц. Входить до складу району Рейн-Лан. Складова частина об'єднання громад Катценельнбоген.
Площа — 7,81 км2. Населення становить 538 ос. (станом на 31 грудня 2020).